# Cithaerias rosacea
Cithaerias rosacea är en fjärilsart som beskrevs av Max Cardoso Langer 1944. Cithaerias rosacea ingår i släktet Cithaerias och familjen praktfjärilar. Inga underarter finns listade i Catalogue of Life.